# Takeshi Kawaharazuka
Takeshi Kawaharazuka (Saitama, 1 februari 1975) is een voormalig Japans voetballer.

## Carrière
Takeshi Kawaharazuka speelde tussen 1999 en 2002 voor Albirex Niigata en Okinawa Kariyushi.